# Mission Voulet-Chanoine
La Missione Africa Centrale-Ciad, conosciuta anche come Mission Voulet-Chanoine, fu una spedizione coloniale francese mirata alla conquista del Ciad e guidata, a partire dal gennaio 1899, dai capitani Paul Voulet e Julien Chanoine. Segnata da numerosi massacri e dalla totale perdita di controllo sull'operato dei due ufficiali da parte delle autorità francesi, questa sanguinosa spedizione costituisce un esempio estremo delle violenze legate alle conquiste coloniali.

## Storia

### La conquista del Ciad
La vicenda si svolse nel contesto della competizione tra potenze europee per la colonizzazione dell'Africa (spartizione dell'Africa, Conferenza di Berlino). Concepita nel luglio del 1898 dal Segretario di Stato alle colonie, André Lebon, con il nome di missione Africa Centrale-Ciad, la colonna Voulet-Chanoine, partendo dal Senegal, doveva raggiungere il Ciad da ovest percorrendo il corso del Niger e congiungersi presso il lago Ciad con altre due missioni, una proveniente dall'Algeria (missione Foureau-Lamy, condotta da Amédée-François Lamy e da Fernand Foureau) e l'altra proveniente dal Congo francese  (condotta da Émile Gentil). Queste tre missioni dovevano portare a compimento l'unificazione di tutti i territori dell'impero coloniale francese in Africa.

### Voulet e Chanoine
I capitani Paul Gustave Lucien Voulet (10 agosto 1866  – 17 luglio 1899) e Charles Paul Jules, detto Julien, Chanoine (18 dicembre 1870 – 16 luglio 1899) erano rispettivamente il primo figlio di un medico, il secondo del futuro Ministro della guerra Charles Chanoine. Nel 1896 si erano distinti durante la conquista, avvenuta partendo dal Senegal, dell’Impero Mossi, corrispondente all'attuale Burkina Faso e a una parte del Niger. Voulet in particolare aveva conquistato la capitale dell’Impero Mossi, Ouagadougou. Il reale svolgimento di queste imprese fu edulcorato dalla stampa colonialista francese: i metodi brutali e l'anglofobia di Voulet e Chanoine erano infatti ben noti.

### Composizione ed obiettivi della missione
La missione partì nel novembre 1898 da Dakar per poi attraversare il Sudan francese. Era composta da 50 tirailleur senegalesi, 20 spahis e 30 interpreti, ma il grosso della truppa era formato da 400 ausiliari (veterani delle guerre tra Toucouleur et Bambara) e 800 portatori. Alla guida della colonna vi erano il capitano Voulet, il suo vice Chanoine (inserito nella lista di promozione del 1896 per il grado di capitano), il tenente d'artiglieria Paul Joalland, il tenente di marina Marc Pallier, il tenente Louis Péteau, l'ufficiale medico Henric e i sottufficiali Laury, Bouthel e Tourot. La spedizione aveva una dotazione completa di artiglieria, mitragliatrici e fucili.
Il progredire della missione, che non era necessariamente concepita come un'impresa di conquista militare violenta, doveva essere accompagnato dalla firma di trattati d'alleanza con i locali capi indigeni. Resta il fatto che i dissidi tra il Ministro delle colonie, André Lebon, ed il Ministro degli affari esteri, Gabriel Hanotaux, ritardarono, nonostante le insistenze di Voulet, la partenza della missione per quattro mesi e che gli ordini ricevuti da quest'ultimo furono molto vaghi. Il Ministro delle colonie si limitò a dirgli: «Non pretendo di potervi dare alcuna istruzione su quale strada scegliere o su come comportarvi nei confronti dei capi indigeni». Secondo lo storico britannico Geoffrey Regan questo in pratica significò «dare carta bianca a due noti psicopatici in uniforme», soprattutto in considerazione del fatto che Voulet aveva già detto al Governatore del Sudan francese di essere intenzionato a schiacciare ogni resistenza bruciando i villaggi.

### I massacri
Tutte le spedizioni coloniali vivevano sfruttando le risorse dei territori attraversati e ciò naturalmente avvenne anche per la missione Voulet-Chanoine, che però fu caratterizzata fin dal suo inizio da episodi di grande violenza. Si trasformò infatti, lungo tutto il suo percorso, in una vera "colonna infernale" che fu protagonista del massacro delle popolazioni che si rifiutavano di fornire viveri e portatori.
La colonna, giunta a Koulikoro, si divise: Chanoine guidò il grosso della spedizione, tagliando l'ansa del Niger per oltre 1000 km, mentre Voulet condusse il resto degli uomini lungo il fiume raggiungendo Timbuctù, dove il tenente colonnello Jean-François Klobb, responsabile della guarnigione, gli fornì altri 70 tirailleur e 20 spahis. Chanoine si trovò ad affrontare crescenti difficoltà nel rifornire la sua colonna nell'arida regione che stava attraversando. Iniziò quindi a saccheggiare i villaggi e diede ordine di sparare a chiunque tentasse di fuggire. A ciò si aggiunse la dissenteria, che nei primi due mesi di missione causò la perdita di 148 portatori.
I due capitani si riunirono in gennaio a Say, il presidio francese più orientale del Sudan francese, nell'attuale Niger. La colonna riunita contava ormai oltre 2000 uomini, un numero molto superiore a quello che i rifornimenti potevano sostenere. Sebbene si trovassero in un territorio sotto il controllo francese, le truppe di Voulet e Chanoine si diedero a saccheggi, razzie, stupri ed omicidi. Tra gli episodi più brutali ci fu il saccheggio del villaggio di Sansanné-Haoussa, avvenuto l'8 gennaio 1899, durante il quale furono uccise 101 persone (tra cui 30 donne e bambini) come rappresaglia per il ferimento di un paio di soldati. Alla fine del mese la spedizione lasciò il corso del Niger e cominciò ad attraversare il territorio semidesertico che si estende più ad oriente, lasciandosi andare senza più alcun freno a saccheggi e omicidi.

### Reazioni a Parigi

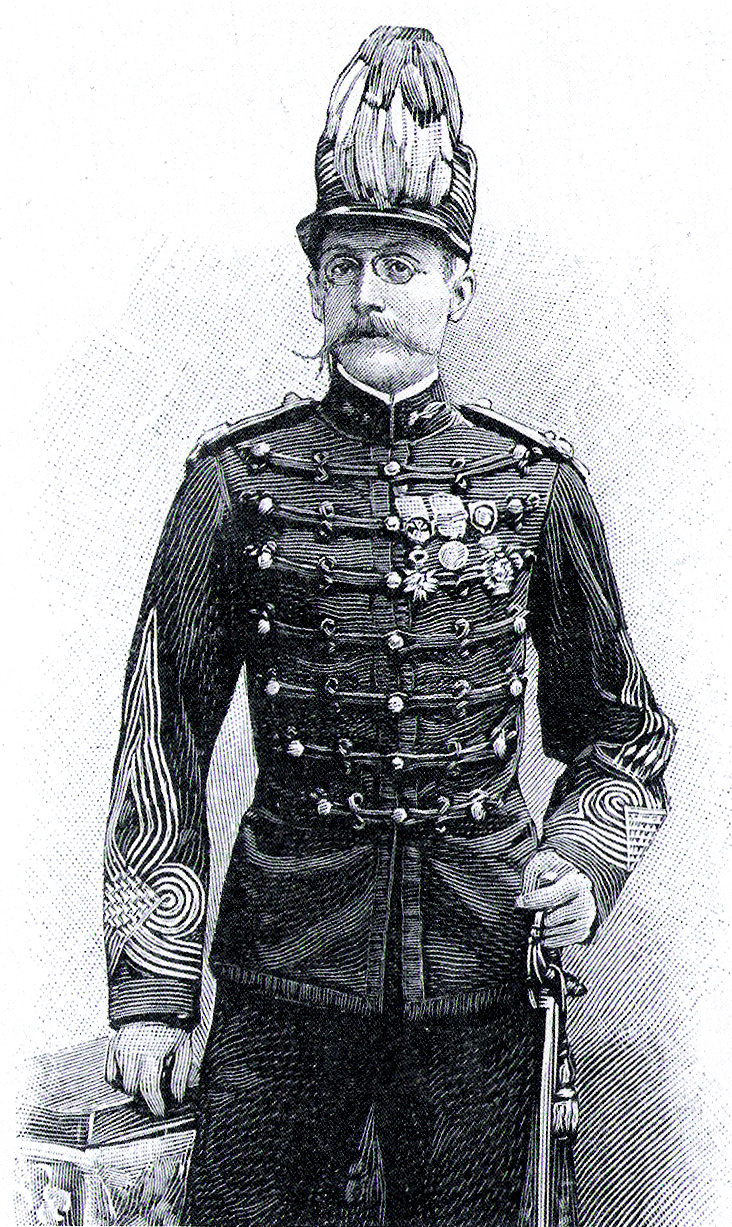
Il tenente colonnello Jean-François Klobb

Le precedenti conquiste in Africa erano state brutali, ma nulla a confronto di questi massacri, la cui notizia arrivò infine a Parigi. Il tenente Péteau, che aveva riferito a Voulet di averne abbastanza e di voler abbandonare la missione, fu da quest'ultimo destituito il 29 gennaio «per mancanza di disciplina e di entusiasmo». Il 15 febbraio Péteau scrisse una lettera alla propria fidanzata, nella quale raccontava dettagliatamente le atrocità commesse da Voulet e Chanoine. La fidanzata di Péteau contattò un rappresentante politico locale, che riferì i fatti al Ministro delle colonie, Antoine Guillain. Il 20 aprile il governo Dupuy ordinò al Governatore generale del Sudan francese, il colonnello Vimard, di far arrestare Voulet e Chanoine e di mettere a capo della missione il tenente colonnello Klobb. Uno dei principali motivi di questa decisione fu il fatto che Voulet stava compiendo saccheggi nel Sokoto, un territorio non ancora colonizzato che secondo l'accordo anglo-francese del giugno 1898 era stato assegnato agli inglesi.
Klobb e il suo vice, il tenente Octave Meynier, lasciarono Timbuctù con 50 tirailleur e percorsero sulle tracce di Voulet e Chanoine più di 2000 km, scoprendo man mano che avanzavano l'ampiezza dei massacri compiuti. Il percorso della "colonna infernale" era segnato da villaggi bruciati e corpi carbonizzati. Klobb vide donne impiccate agli alberi, fuochi da campo sui quali erano stati arrostiti bambini; alcune guide della spedizione, sgradite a Voulet, erano state appese vive in posizione tale che i piedi venivano mangiati dalle iene e il resto dei corpi dagli avvoltoi.
Nel frattempo, all'inizio di aprile, la colonna Voulet-Chanoine incontrò una forte resistenza da parte dei guerrieri comandati dalla regina Sarraounia nei villaggi di Tongana e di Lougou, dove il 16 aprile i francesi ebbero uno scontro che costò loro quattro morti e sei feriti. La regina Sarraounia riuscì a sfuggire alle forze coloniali francesi. L'8 maggio Voluet e Chanoine presero la città di Birni N'Konni, nel territorio degli Hausa e sterminarono un gran numero (probabilmente centinaia) di abitanti in fuga, donne e bambini compresi: la città, che contava 10 000 abitanti, fu totalmente distrutta in uno dei più feroci massacri della storia coloniale francese.

### La ribellione di Voulet e l'assassinio di Klobb

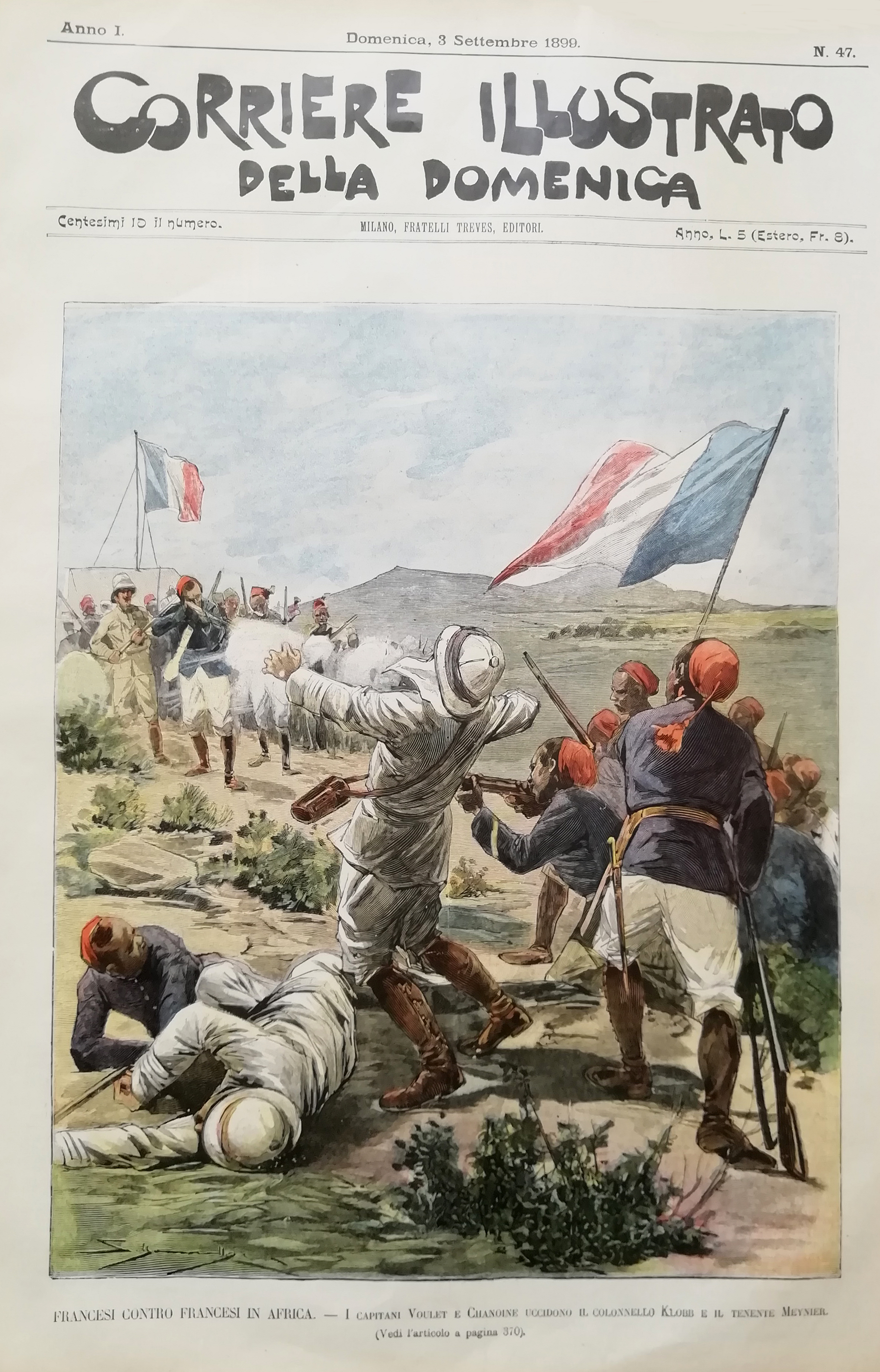
La morte del tenente colonnello Klobb raffigurata sul Corriere della Domenica.

Il 10 luglio Klobb giunse a Damagaram Takaya, presso Zinder, dove fu informato dagli abitanti che Voulet e Chanoine erano a poche ore di marcia. Klobb inviò a Voulet un sergente con una lettera che lo informava della sua rimozione. Voulet scrisse a Klobb di avere 600 fucili contro i suoi 50 e di essere pronto a usarli se avesse osato avvicinarsi. Voulet e Chanoine non rivelarono il contenuto della lettera ai loro ufficiali, che nei giorni successivi furono inviati a compiere varie incursioni. Il 13 luglio i due capitani commisero l'ultimo loro massacro: come ritorsione per l'uccisione di due loro soldati compiuta dall'abitante di un villaggio, sterminarono 150 donne e bambini. La sera stessa Voulet scrisse una seconda lettera a Klobb, al quale ribadì di non avvicinarsi.
Ignaro del fatto che Voulet e Chanoine avevano tenuto nascosto il contenuto della lettera da lui inviata e convinto che nessun militare avrebbe osato sparare ad un ufficiale superiore, Klobb il 14 luglio si recò a Dan Kori, dove si trovava Voulet. Quest'ultimo ordinò ai suoi uomini di disperdersi e lanciò un ultimo avviso a Klobb, che lo ignorò, ordinando ai suoi di non sparare in nessuna circostanza. Quindi Klobb avanzò verso Voluet da solo, in alta uniforme e con la medaglia della Legion d'Onore sul petto. Voulet fece sparare due scariche di fucili in aria, ma poi, quando Klobb si rivolse ai soldati richiamandoli ai propri doveri, ordinò loro di aprire il fuoco minacciandoli con una pistola e uccidendo quelli che avevano rifiutato di eseguire gli ordini. Klobb cadde ferito: mentre stava nuovamente ordinando ai suoi uomini di non rispondere al fuoco, una seconda scarica lo uccise e i suoi si diedero alla fuga. Meynier, ferito, fu ritenuto morto dalla famiglia.

### La morte di Voulet e di Chanoine

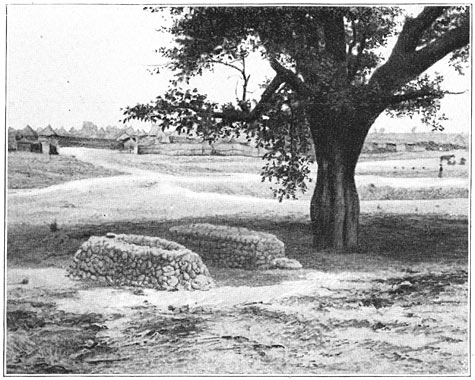
Tombe di Voulet e Chanoine presso il villaggio di Maijirgui, Niger. Foto del 1906

Voulet e Chanoine intendevano ormai ritagliarsi un impero africano personale. La sera stessa dell'uccisone di Klobb, Voulet, dopo aver informato i suoi ufficiali dello scontro, si strappò i galloni dalla divisa e proclamò: «Non sono più un francese, sono un capo nero. Con voi fonderò un impero» (Je ne suis plus français, je suis un chef noir. Avec vous, je vais fonder un empire). L'entusiastica reazione degli ufficiali influenzò la truppa. Il 16 luglio un informatore avvertì Voulet che la truppa stava per ammutinarsi. Voulet e Chanoine radunarono i tirailleur, davanti ai quali Voulet sprarò all'informatore (colpevole di averlo avvisato in ritardo dell'imminente ammutinamento). Quindi arringò la truppa, richiamandola al dovere di obbedire e contemporaneamente sparandole contro. I tirailleur risposero al fuoco uccidendo Chanoine, mentre Voulet riuscì a fuggire nell'oscurità. Un sergente informò il primo ufficiale francese che riuscì a trovare, il tenente Pallier, di ciò che era accaduto e gli disse che la truppa gli assicurava la propria fedeltà. Il mattino del 17 luglio un soldato di sentinella impedì il rientro di Voulet nell'accampamento: Voulet gli sparò, mancandolo, e la sentinella lo uccise.
All'epoca in Francia fece più scandalo questo ammutinamento che non i precedenti massacri degli abitanti delle regioni attraversate dalla spedizione.

### Seguito della missione
Pailler, ora al comando, decise di conquistare Zinder, allora la più grande città dell'attuale Niger e già vassalla dell’Impero Bornu. Pallier sconfisse il signore locale, sarki Ahmadou Kouran Daga, e prese la città il 30 luglio.
Poco tempo dopo, Pallier lasciò Zinder con 300 fucilieri per effettuare una ricognizione sulla strada per il lago Ciad, ma un ammutinamento lo costrinse a tornare presto a Zinder: i soldati volevano tornare nella città per poi essere rimandati nel Sudan francese. Fu pertanto deciso di dividere la spedizione in due colonne: una era composta da 300 tirailleur guidati da Pallier, Henric e due sottoufficiali e sarebbe immediatamente partita per il Sudan francese; l'altra era composta da 270 tirailleur (che avevano promesso lealtà per un altro anno) guidati da Joalland e da Meynier come suo vice e prese il nome di Mission Joalland-Meynier. Prima di separarsi, i comandanti militari della colonna si accordarono su una versione comune dei fatti, implicando persone vicine a Voulet, interpreti e tirailleur, che peraltro erano stati rapidamente giustiziati.
Joalland e Meynier rimasero per un certo periodo a Zinder per pacificare la zona, obiettivo che fu raggiunto il 15 settembre quando il sarki Amadou fu ucciso durante una scaramuccia. Ciò permise ai due ufficiali di lasciare Zinder il 3 ottobre per continuare le ricognizioni. Presero con sé 170 soldati e un cannone, mentre 100 uomini furono lasciati in città sotto il comando del sergente Bouthel, in attesa della missione Foureau-Lamy, che arrivò a novembre dall'Algeria dopo aver attraversato il Sahara.
Nel gennaio 1900 Foureau e Lamy lasciarono Zinder, dirigendosi a sud-est verso il fiume Komadugu Yobe e raggiungendo infine il lago Ciad, dove incontrarono Joalland e Meynier. Le due missioni, ora riunite sotto il comando di Lamy, si diressero quindi al campo base di Joalland, che si trovava sulla riva destra del fiume Chari.
Nell'aprile le due spedizioni congiunte conquistarono Kousséri e poco dopo, il 21 aprile, furono raggiunte dalla Missione Gentil, che proveniva dal Congo francese. Il giorno seguente, nella battaglia di Kousséri, i francesi sconfissero le forze del signore della guerra e mercante di schiavi Rabih al-Zubayr ibn Fadl Allah, che fu ucciso nello scontro. Con questa battaglia le tre originarie missioni portarono a termine i loro principali obiettivi e in settembre il governo francese istituì il territorio militare del Ciad.
Joalland e Meynier lasciarono il Ciad e a novembre si trovavano nel Sudan francese e sul fiume Niger: entrambi proseguirono la carriera militare diventando generali. Joalland, il dottor Henric e gli altri ufficiali, in considerazione del successo delle missioni, evitarono la corte marziale.

### Dibattiti a Parigi
A Parigi, la stampa si interessò della vicenda e il governo fu a più riprese interpellato in merito da alcuni deputati della Camera. Il 20 agosto 1899 arrivò la notizia della morte di Klobb. Il ministro della guerra Jules Chanoine, padre di Julien Chanoine, venne a conoscenza dei fatti dalla stampa mentre si trovava a Rennes per il processo Dreyfus, nel quale era chiamato come testimone dell'accusa (la notizia della morte di suo figlio in un primo tempo non giunse a Parigi).
L'annuncio della conquista del Ciad e della morte di Voulet e Chanoine riuscì comunque a far passare in secondo piano lo scandalo. Quando il 7 dicembre 1900 il deputato radicale Paul Vigné d'Octon propose all'Assemblea nazionale l'istituzione di una commissione parlamentare d'inchiesta, il governo respinse la richiesta in quanto «pericolosa e senza scopo». L'esercito francese ed il governo Waldeck-Rousseau volevano evitare una nuova controversia, considerato che l'affare Dreyfus aveva già spaccato in due il paese. Un'inchiesta avviata dal Ministero delle colonie fu chiusa il 1º dicembre 1902, stabilendo che Voulet e Chanoine erano stati colpiti da soudanite aiguë ("sudanite acuta"), una fantomatica malattia africana che colpiva frequentemente i militari francesi, poco abituati al clima del continente africano («La malattia coloniale fu l'ultima risorsa di coloro che cercarono di capire la deriva omicida della missione sotto la morsa della calura, della sete e della fame»).
Si riparlerà della missione Voulet-Chanoine nel 1923, quando Robert Delavignette, amministratore coloniale nel Niger, farà aprire le tombe dei due ufficiali (che si trovavano a Maijirgui), trovandole vuote.

## La missione nel cinema e nella letteratura

### Film
- Sarraounia (1986), film diretto da Med Hondo[15], sceneggiatura di Med Hondo, con Aï Keïta (Sarraounia), Jean-Roger Milo (capitano Voulet), Féodor Atkine (capitano Chanoine), Didier Sauvegrain (dottore Henric), Roger Miremont (tenente Joalland), Luc-Antoine Diquéro (tenente Pallier), Jean-Pierre Castaldi (sergente Boutel)[25].
- Captains of Darkness (2004), film TV diretto da Serge Moati, sceneggiatura di Yves Laurent, con Manuel Blanc (Capitano Voulet), Patrick Mille (Capitano Chanoine), Clément Sibony (Péteau), Richard Bohringer (Colonnello Klobb), Micky Sebastian (M.me Klobb), François Berland (Henric), Éric Laugérias (Bouthel), coprodotto da Arte France e Image & Compagnie, trasmesso su Arte nell'aprile 2006. La sceneggiatura è un libero adattamento (assenza di Meynier, ruolo del tenente Péteau attribuito a Joalland).
- Blancs de Mémoire (2004), documentario di Manuel Gasquet, coprodotto da Image & Compagnie e SCÉRÉN-CNDP. Una ricerca delle tracce della "colonna infernale" ancora presenti nella memoria delle popolazioni del Niger[26]. Video disponibile sul sito di Google Video.
- African Apocalypse (2020), documentario sugli orrori del passato coloniale del Niger. Si concentra in particolare sul terrificante comportamento di Paul Voulet, con evidenti richiami a Cuore di tenebra di Joseph Conrad.

### Romanzi e storie romanzate
- (FR) Jacques-Francis Rolland, Le Grand capitaine : un aventurier inconnu de l'épopée coloniale, Parigi, Bernard Grasset, 1976, ISBN 2-246-00342-3.
- (FR) Jean-Claude Simoën, Les fils de roi : le crépuscule sanglant de l'aventure africaine, Parigi, Jean-Claude Lattès, 1996, ISBN 2-7096-1678-5.
- (FR) Abdoulaye Mamani, Sarraounia : le drame de la reine magicienne, in Encres noires, n. 4, Paris, L'Harmattan, 1980, ISBN 2-85802-156-2.[27]
- (FR) Patrick Girard, La Soudanite, Calmann-Lévy, 2002.
- (FR) Isabelle Calin, Sarraounia. La reine magicienne du Niger, Cauris Éditions, 2005.
- (FR) Halima Hamdane, Sarraounia : la reine magicienne du Niger, in Lucy, illustrazioni di Isabelle Calin, Parigi, Cauris Éditions, 2004, ISBN 2-914605-13-7.
- (FR) Serge Moati e Yves Laurent, Capitaines des ténèbres : roman, Parigi, Fayard, 2006, ISBN 2-213-62610-3. URL consultato il 16 febbraio 2022 (archiviato dall'url originale il 28 giugno 2018).
  - Riedizione (FR) Serge Moati e Yves Laurent, Capitaines des ténèbres, in Le livre de poche, n. 30866, Parigi, Librairie générale française, 2007, ISBN 978-2-253-11921-0.

### Fumetti
- (FR)  F. Logez (testi), Pierre-Alban Delannoy (disegni); Le roi noir n'est pas noir, , Brûle Maison, 2001.
- (FR)  Olivier Maltret (testi e disegni); L'égo des savanes,  n. 46, novembre 2001.
- (FR) Christophe Dabitch, La colonne, illustrazioni di Nicolas Dumontheuil, vol. 1 : Un esprit blanc, Parigi, Futuropolis, 2013, ISBN 978-2-7548-0712-8.
- (FR) Christophe Dabitch, La colonne, illustrazioni di Nicolas Dumontheuil, vol. 2 : Exterminez-moi toutes ces brutes, Parigi, Futuropolis, 2014, ISBN 978-2-7548-0887-3.

### Fonti primarie
- (FR) Paul Joalland, Le Drame de Dankori (Mission Voulet-Chanoine - Mission Joalland-Meynier), Parigi, Nouvelles Éditions Arago, 1930.
- (FR) Octave Meynier, Mission Joalland-Meynier, Parigi, Éditions de l'empire français, collection «Les grandes missions coloniales», 1947.
- (FR) Jean-François Arsène Klobb, À la recherche de Voulet: sur les traces sanglantes de la Mission Afrique centrale, 1898-1899 / Colonel Klobb, Lieutenant Meynier, presentazione di Chantal Ahounou, Parigi, Cosmopole, 2001.

### Studi e saggi
- (FR) Régis Guyotat, La colonne infernale de Voulet-Chanoine, in Le Monde, 26 settembre 1999.
- (FR) Bertrand Taithe, L’affaire Voulet-Chanoine dans le sillage de l’affaire Dreyfus. Massacre et tournant humanitaire, in Les Temps Modernes, n. 693-694, Gallimard, 2017.
- (EN) Bertrand Taithe, The Killer Trail: a Colonial Scandal in the Heart of Africa (PDF), Oxford, Oxford University Press, 2009, ISBN 978-0-19-923121-8.
- (FR) Finn Fuglestad, À propos de travaux récents sur la mission Voulet-Chanoine, in Revue française d'histoire d'outre-mer, vol. 67, n. 246-247, 1º e 2º semestre 1980, DOI:10.3406/outre.1980.2237.
- (FR) Isabelle Surun, Les sociétés coloniales à l'âge des Empires (1850-1960), Atlande, 2012.
- (EN) Sven Lindqvist, Exterminate All the Brutes, Granta Books, 2002, ISBN 1-86207-508-5.
- (FR) Historique du 2e régiment de tirailleurs sénégalais: 1892-1933, Parigi, Imprimerie-librairie militaire universelle L. Fournier, 1934.
- (EN) Geoffrey Regan, More Military Blunders, Carlton Books, 2004, ISBN 978-1-84442-710-9.
- (FR) Muriel Mathieu, La mission Afrique centrale, in Racines du présent, Parigi, L'Harmattan, 1996, ISBN 2-7384-4008-8.
- (FR) Louis Caron, Mathieu,Muriel - La mission Afrique Centrale, in Méga-Tchad, 1 & 2, 1997 (archiviato dall'url originale il 27 settembre 2007).
- (FR) Yvon Logéat, Version grecque, in Atala, n. 3, 2003 (archiviato dall'url originale il 28 agosto 2006).
- (FR) Léonora Miano, L'autre langue des femmes, Grasset, 2021.
- (FR) Jean Meyer, Histoire de la France coloniale, Des origines à 1914, Parigi, Armand Colin, 1991.
- (EN) Hugh Chisholm, Senegal § Conquest of the upper Niger regions, in Encyclopædia Britannica, vol. 24, 11ª ed., Cambridge University Press, 1911.
- (FR) Émile Gentil, La chute de l'empire de Rabah, Hachette, 1971.
- (EN) Leland Conley Barrows, Two Pot Boilers as Remakes of "Beau-geste", H-Africa, 2006.
- (EN) Rosa Luxemburg, The Socialist Crisis in France, 1901.
- (FR) Christian Roche, L'Afrique noire et la France au XIXe siècle.: Conquêtes et résistances, Parigi, Karthala, 2011, ISBN 978-2-8111-0493-1.
- (FR) Zacharie Nzepa Petnkeu, Cinema et mythes dans l'espace francphone, 2005.
- (FR) Manuel Gasquet, Blancs de mémoire (PDF), Parigi, CNDP, 2006, ISBN 2-240-01605-1.
- (FR) Antoinette Tidjani Alou, Sarraounia et ses intertextes (PDF), in SudLangues, n. 5, 2005 (archiviato dall'url originale il 3 luglio 2007).